# Achiyalabopa
Achiyalabopa, Achiyalabopa je bio veliki bog ptica naroda Zuñi. Opisuje se da je bio izvanredne veličine i da ima perje duginih boja oštro poput noževa. Istraživanja legendi, mitologije, priče i činjenice o Achiyalabopi, govore istu stvar da je Achiyalabopa bog neba. Ne postoji niti jedan izvor koji kaže nešto loše o njemu osim jedne stvari da bi Achiyalabopa mogao ubiti ljude koji ga ne poštuju zamahom svojih oštrih krila. Achiyalabopa je jedna od ljubaznih ptica koje vladaju svojim mjestom ljubazno i dobro.
Prema Georgeu M. Eberhartu, autoru knjige pod nazivom “Mysterious Creatures: A Guide to Cryptozoology”; “Tajanstvena bića: Vodič kroz kriptozoologiju”, Achilayabopa je samo drugo ime za moćnu pticu Thunderbird Sjeverne Amerike, dok drugi kažu da bi Thunderbird bi mogao biti simbol bijesnog, agresivnog poput oluje, a Achiyalabopa,s druge strane, simbol smirenosti poput vedrog i lijepog neba i duge nakon jake oluje.